# Halectinosoma cooperatum
Halectinosoma cooperatum is een eenoogkreeftjessoort uit de familie van de Ectinosomatidae. De wetenschappelijke naam van de soort is voor het eerst geldig gepubliceerd in 1971 door Bodin, Bodiou & Soyer.